# リチャウ駅
リチャウ駅（リチャウえき）はオーストリア連邦ニーダーエスターライヒ州グミュント郡にある、オーストリア国鉄802号線の駅である。

## 駅構造

### ホーム
駅舎と、線路3線からなる地上駅。
| 路線    | 方向   | 行先                               | 備考 |
| ------- | ------ | ---------------------------------- | ---- |
| 802号線 | 南方向 | グミュント、グロスゲールンクス方面 | 普通 |

### ダイヤ[1]
夏季のみ営業。一日1本のみ発車するが、水曜日は3本、土曜・休日は2本発車する。

## 隣の駅
オーストリア国鉄
802号線
普通
シェーナウ・ドルフヴィアト駅 - リチャウ駅

## その他
オーストリア最北端の駅で、チェコとの国境に近い。